# Atractus loveridgei
Atractus loveridgei là một loài rắn trong họ Colubridae. Loài này được Amaral mô tả khoa học đầu tiên năm 1930.